# اقتصاد غنا
اقتصاد غنا دارای منابع غنی و متنوعی است، از جمله تولید و صادرات کالاهای فناوری دیجیتال، ساخت و ساز خودرو و کشتی و صادرات منابعی مانند هیدروکربن‌ها و مواد معدنی صنعتی. این تنوع باعث شده تا غنا یکی از بالاترین کشورها بر پایهٔ سرانهٔ تولید ناخالص داخلی در غرب آفریقا را داشته باشد. با توجه به تغییر پایه تولید ناخالص داخلی غنا، این کشور در سال ۲۰۱۱ به سریع‌ترین رشد اقتصادی در جهان تبدیل شد.
اقتصاد داخلی غنا در سال ۲۰۱۲ حول محور خدمات بود که ۵۰ درصد تولید ناخالص داخلی را تشکیل می‌داد و ۲۸ درصد از نیروی کار را به کار می‌گرفت. علاوه بر صنعتی شدن مرتبط با مواد معدنی و نفت، توسعهٔ صنعتی در غنا همچنان اساسی است و اغلب با پلاستیک (مانند صندلی، کیسه‌های پلاستیکی، تیغ و خودکار) همراه است. ۵۳٫۶ درصد از نیروی کار غنا در سال ۲۰۱۳ در بخش کشاورزی مشغول به کار بودند.
غنا در ژوئیهٔ ۲۰۰۷ با بازتعریف پول خود، سدی (₵) را به سدی عنا (GH₵) تغییر داد. نرخ تبدیل ۱ سدی غنا به ازای هر ۱۰٫۰۰۰ سدی است.
غنا پس از پیشی گرفتن از آفریقای جنوبی در سال ۲۰۱۹، بزرگترین تولیدکنندهٔ طلای آفریقا، و دومین تولیدکنندهٔ بزرگ کاکائو (پس از ساحل عاج) است. غنا همچنین سرشار از معادن الماس، منگنز، بوکسیت، و نفت است.